# Lenjerie intimă

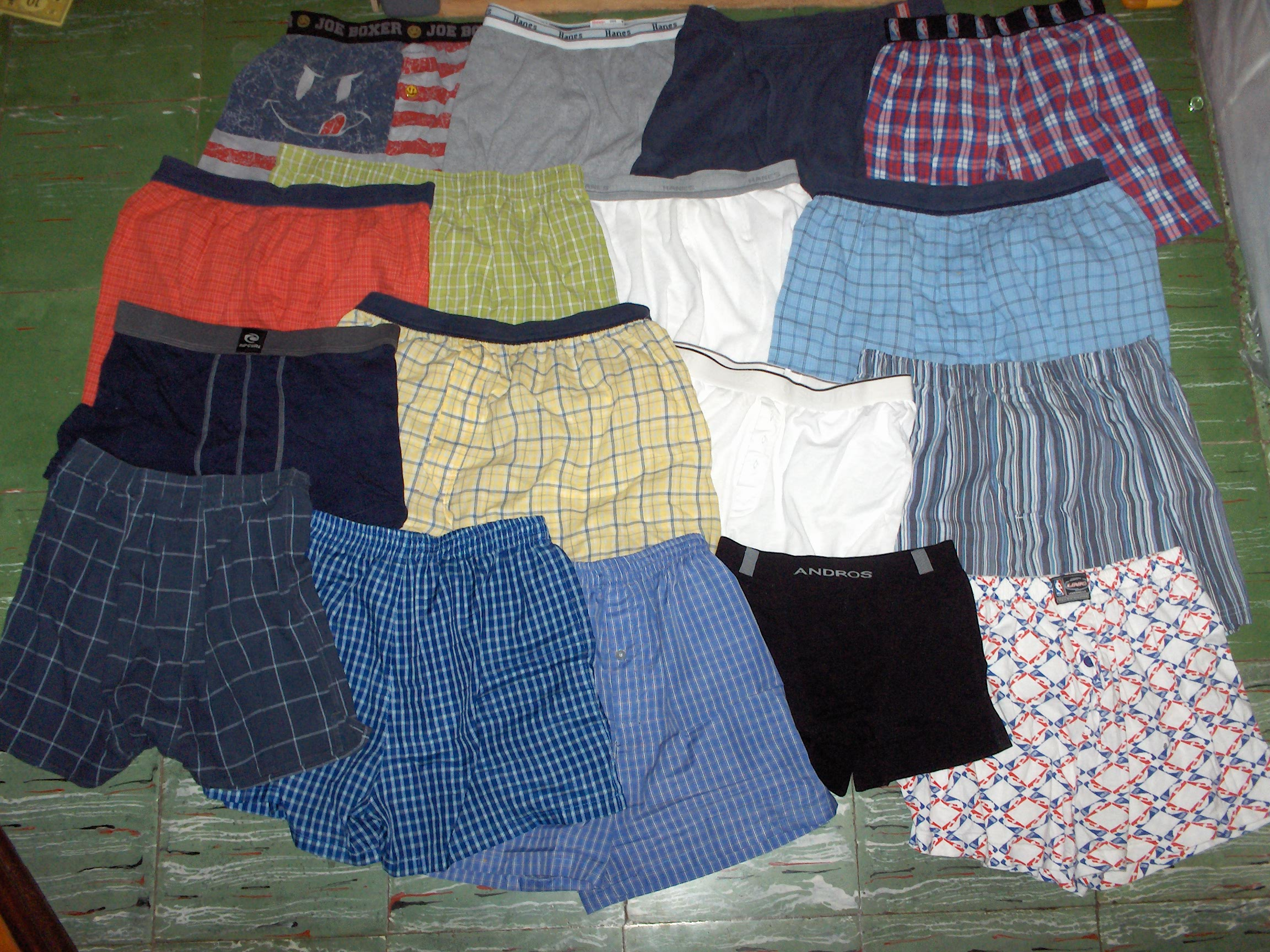
Boxeri și boxeri slip

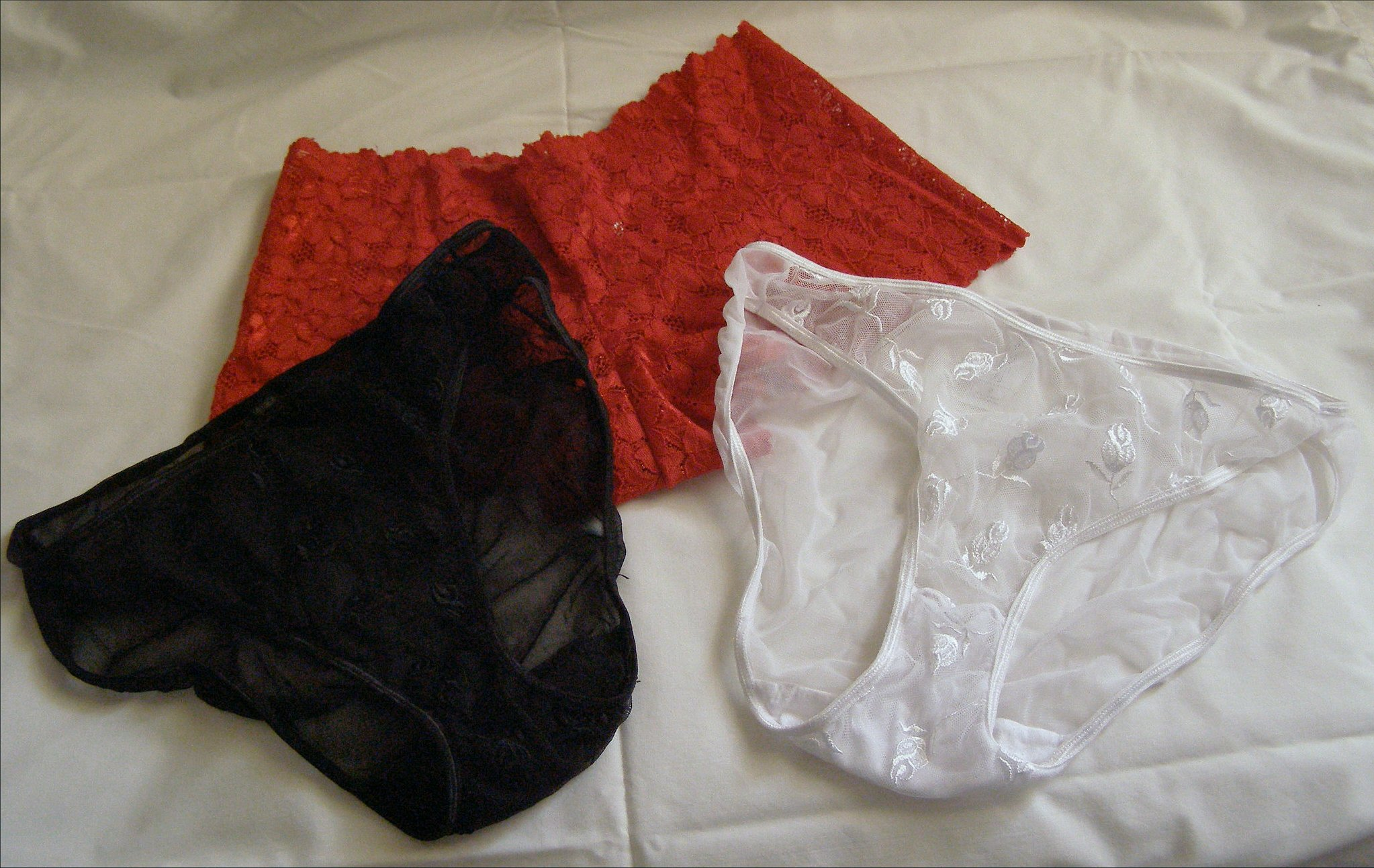
Chiloți de damă

Lenjeria de corp sau lenjeria intimă, reprezintă articole de îmbrăcăminte purtate sub hainele exterioare, de obicei în contact direct cu pielea, dar care pot include și mai multe straturi. Rolul acesteia este de a împiedica murdărirea sau deteriorarea hainelor exterioare din cauza excrețiilor corporale, de a reduce frecarea hainelor exterioare de piele, de a modela corpul și de a susține sau ascunde anumite părți ale acestuia. În condiții de vreme rece, lenjeria de corp lungă poate fi purtată pentru a oferi căldură suplimentară. De asemenea, anumite tipuri de lenjerie de corp au semnificație religioasă. Unele articole de îmbrăcăminte sunt concepute exclusiv ca lenjerie de corp, în timp ce altele, cum ar fi tricourile și anumite tipuri de pantaloni scurți, pot fi folosite atât ca lenjerie intimă, cât și ca îmbrăcăminte exterioară. Dacă sunt fabricate din materiale adecvate, unele articole de lenjerie intimă pot servi și ca îmbrăcăminte de noapte sau de baie, iar unele sunt destinate atracției sexuale sau vizuale.
Articolele de lenjerie de corp sunt, în general, de două tipuri: cele care acoperă trunchiul și cele care acoperă talia și picioarele, deși există și lenjerie de corp care acoperă ambele zone. Stilurile de lenjerie intimă variază între femei și bărbați. Articolele frecvent purtate de femei includ sutiene și chiloți, în timp ce bărbații poartă adesea slipuri clasice, boxeri sau boxeri slip. Articole de lenjerie intimă care pot fi purtate de ambele sexe includ tricouri, maiouri, chiloți bikini, tanga și stringuri⁠(d).

## Terminologie (engleză)
Articolele de lenjerie de corp sunt cunoscute sub o serie de termeni. Underclothes, underclothing și underwear sunt termeni formali în limba engleză, în timp ce lenjeria intimă poate fi denumită mai informal în Australia, Reg Grundys (un argou rimat pentru chiloți) și Reginalds, iar, în Regatul Unit, smalls (derivat din termenul anterior smallclothes) și, istoric, unmentionables. În Statele Unite ale Americii, lenjeria intimă de damă este adesea numită „delicates” din cauza ciclului de spălare recomandat sau pentru că este considerată delicată.
Un tricou (cunoscut ca vest în Regatul Unit) este o piesă de lenjerie care acoperă trunchiul, în timp ce chiloții (adesea numiți pants în Regatul Unit), drawers și undershorts acoperă organele genitale și adesea fesele. Termenii pentru anumite articole de lenjerie de corp sunt prezentați în tabelul de mai jos.

## Funcție
Lenjeria intimă este purtată din diverse motive, printre care:
- Protecția hainelor exterioare: Împiedică murdărirea hainelor din cauza transpirației, urinei,[1] spermatozoizilor, lichidului preejaculator, fecalelor, secrețiilor vaginale și sângelui menstrual.[2]

- Suport: Sutienele oferă suport pentru sâni, iar slipurile pentru bărbați îndeplinesc aceeași funcție pentru organele genitale masculine.

- Modelarea corpului: Corsetele pot fi purtate pentru a oferi suport și a modifica forma corpului.

- Activități sportive: Bărbații poartă adesea lenjerie intimă strânsă, inclusiv suspensii și cupă de protecție, pentru suport și protecție în timpul activităților sportive. Femeile pot purta sutiene sport care oferă suport suplimentar, sporind confortul și reducând riscul de deteriorare a ligamentelor în timpul exercițiilor intense.

- Izolarea termică: În climatele reci, lenjeria intimă poate servi ca un strat suplimentar de îmbrăcăminte pentru a menține căldura corpului.

- Menținerea pudoarei: Unele femei poartă camizole și slipuri sub haine transparente.

- Atracție sexuală: Unele tipuri de lenjerie sunt concepute pentru a stimula excitația sexuală, cum ar fi lenjeria comestibilă sau chiloții crotchless.

Lenjeria de corp este purtată și sub costumele spațiale și costumele uscate, unde valoarea de izolare este aleasă în funcție de temperatura așteptată a apei și de nivelul de activitate planificat.

### Funcții religioase
Lenjeria intimă poate avea, de asemenea, semnificație religioasă:
- Iudaism: Tallit katan este purtat sub cămașă pentru a se conforma codurilor vestimentare ale societății.[necesită citare]
- Mormonism: Mormonii poartă veșminte speciale de templu după înzestrarea lor, care le amintește de învățăturile din templu.[4]
- Sikhism: Kacchera⁠(d), un anumit stil de chiloți asemănători boxerilor, este purtat de bărbați și femei sikh ca parte din cele cinci articole de credință (panj kakaar).[necesită citare]
- Zoroastrism: Zoroastrienii poartă un maiou numit Sedreh⁠(d), fixat cu un brâu sacru în jurul taliei, cunoscut sub numele de Kushti⁠(d).[necesită citare]

## Istorie

### Istoria antică

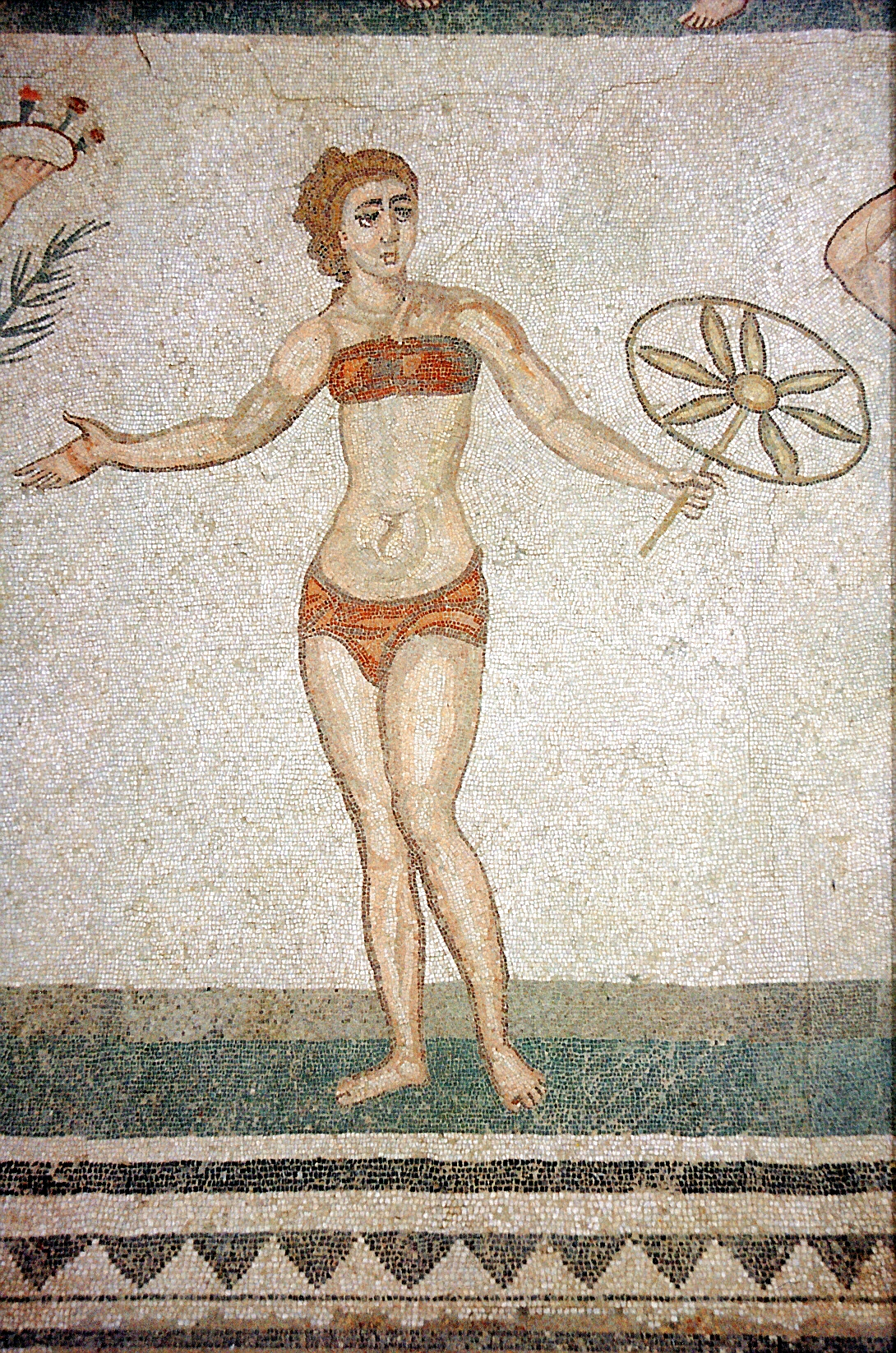
Un mozaic din Piazza Armerina din Sicilia care prezintă o femeie purtând un strophium (pânză pentru piept) și un '

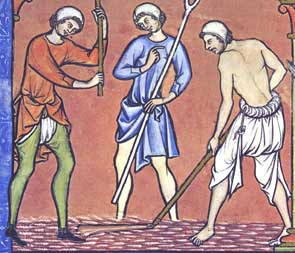
Braies medievale

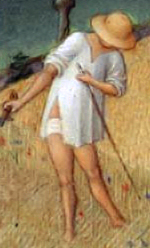
O pânză (1412) de '

Pânza este considerată cea mai simplă formă de lenjerie de corp și a fost, probabil, primul articol de acest tip purtat de ființele umane. În climatele mai calde, pânza era adesea singura îmbrăcăminte purtată, ceea ce o făcea mai degrabă o îmbrăcăminte exterioară decât lenjerie de corp, conform originii sale. În regiunile mai reci, însă, pânza constituia adesea baza îmbrăcămintei și era acoperită de alte articole vestimentare. În majoritatea civilizațiilor antice, aceasta era singura lenjerie de corp disponibilă.
Pânza intimă poate lua trei forme principale: 
- Fâșia lungă de material: Este pur și simplu o fâșie lungă de material care este trecută între picioare și apoi în jurul taliei. Arheologii au descoperit rămășițe ale unor astfel de pânze din piele datând de acum 7.000 de ani. Vechiul malo hawaian avea o formă similară, precum și mai multe stiluri de fundoshi japonez.
- Cache-sexe⁠(d): Este un triunghi de pânză prevăzut cu șnururi sau bucle, care sunt folosite pentru a fixa triunghiul între picioare și deasupra organelor genitale. Regele egiptean Tutankhamon (1341 î.Hr. – 1323 î.Hr.) a fost găsit îngropat cu numeroase pânze din in în acest stil.[5]
- Forma asemănătoare fustei: O țesătură este înfășurată de mai multe ori în jurul șoldurilor și apoi fixată cu un brâu.

Se crede că bărbații purtau pânze în Grecia și Roma antică, deși nu este clar dacă femeile grecești foloseau lenjerie intimă. Există speculații că doar sclavii purtau pânze și că cetățenii nu purtau lenjerie de corp sub chitonul lor. Mozaicurile din perioada romană sugerează că femeile (în principal în contexte atletice, fără alte îmbrăcăminte) purtau uneori strophiae (sutiene din piele moale) împreună cu subligacula⁠(d), care erau fie pantaloni scurți, fie pânze. Subligacula era purtată și de bărbați.
Țesătura folosită pentru pânze putea fi lână, in sau un amestec de in și lână. Numai clasele superioare își puteau permite mătase de import.

Pânza continuă să fie purtată de oameni din întreaga lume și este, de exemplu, forma tradițională de lenjerie de corp în multe societăți asiatice. În diferite culturi, în special cele tropicale, îmbrăcămintea tradițională masculină poate consta în continuare dintr-un singur articol de îmbrăcăminte sub talie sau chiar deloc, lenjeria intimă fiind opțională, precum dhoti și Lungi⁠(d) în India sau kilt-ul scoțian.

### Evul Mediu și Renașterea
În Evul Mediu, lenjeria bărbaților occidentali a devenit mai lejeră. Pânza (loincloth) a fost înlocuită de haine largi asemănătoare pantalonilor, numite braies, care erau purtate de bărbat și legate în jurul taliei și al picioarelor, la jumătatea gambei. Bărbații mai înstăriți purtau adesea și chausses⁠(d), care acopereau doar picioarele. Braies (sau mai degrabă Braccae⁠(d)) erau un tip de pantaloni purtați de triburile celtice și germanice în antichitate și de europeni în Evul Mediu. În perioada medievală târzie, acestea erau folosite exclusiv ca lenjerie de corp.

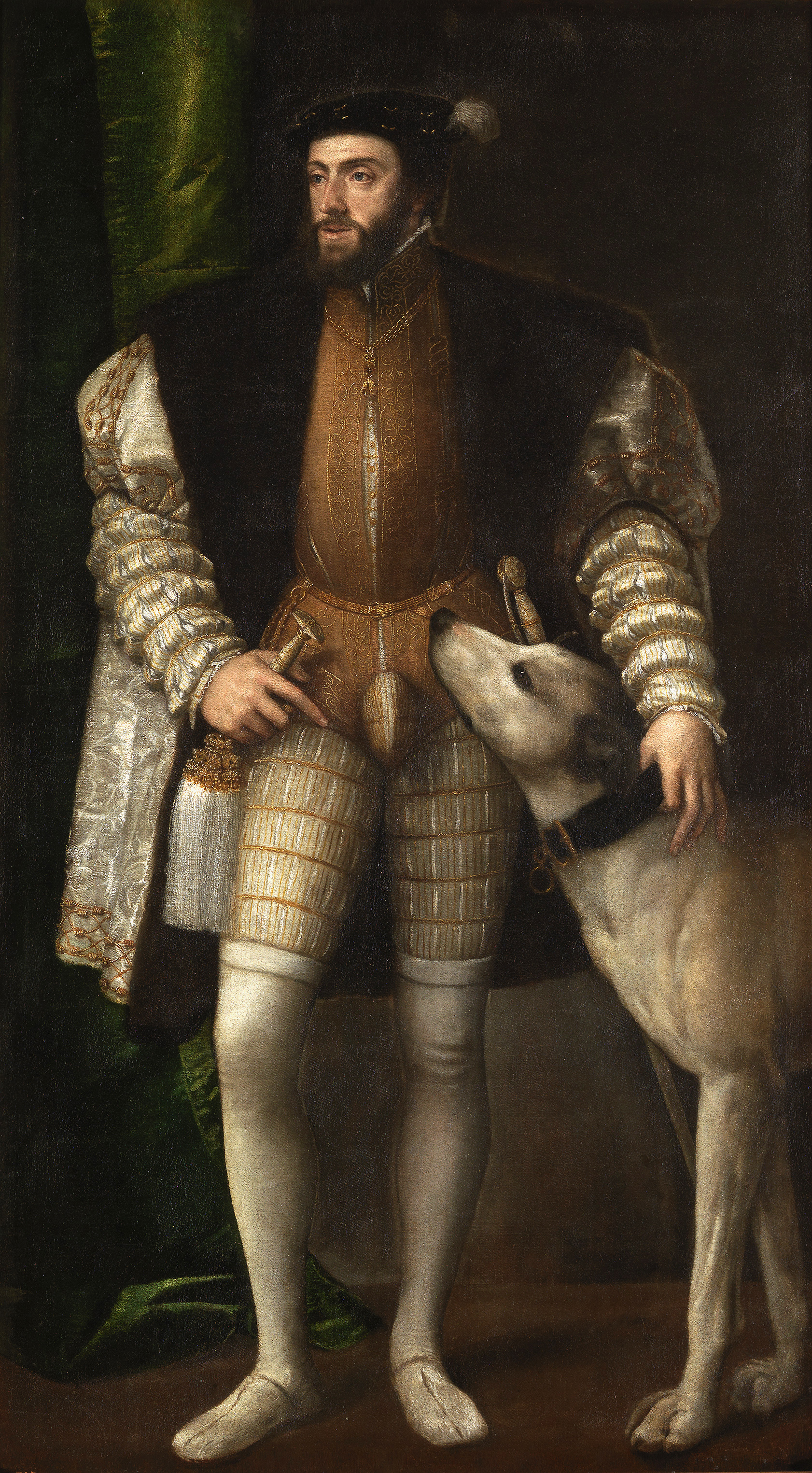
Un portret din 1532–1533 realizat de Tițian al Sfântului Împărat Roman, Carol al V-lea, într-un codpiece

Până în perioada Renașterii, braies-urile au devenit mai scurte pentru a se potrivi stilurilor mai lungi de chausse-uri. De asemenea, chausses-urile au fost înlocuite cu ciorapi de formă, care acopereau picioarele. Hose-urile (colanții) din secolul al XV-lea erau adesea colorați, fiecare picior având o țesătură de culoare diferită sau chiar mai multe culori pe un picior. Cu toate acestea, multe tipuri de braies-uri, chausse-uri și hose-uri nu erau destinate să fie acoperite de alte haine, așadar nu erau lenjerie intimă în sensul strict.
Braies-urile erau de obicei prevăzute cu o clapă frontală, închisă cu nasturi sau noduri. Acest codpiece⁠(d) permitea bărbaților să urineze fără a fi nevoiți să își scoată complet braies-ul. De asemenea, acestea erau purtate cu ciorapi atunci când erau la modă dubletele foarte scurte, articole de îmbrăcăminte asemănătoare vestei, legate în față și purtate pe sub alte haine, deoarece primele forme de ciorapi erau deschise între picioare⁠(d).
Henric al VIII-lea al Angliei a început să își căptușească codepiece-urile, ceea ce a dus la o tendință de creștere a dimensiunilor acestora, fenomen ce s-a încheiat abia la sfârșitul secolului al XVI-lea. S-a speculat că regele ar fi putut suferi de sifilis, o boală cu transmitere sexuală, iar codepiece-ul său mare ar fi putut include un bandaj îmbibat cu medicamente pentru ameliorarea simptomelor. De asemenea, se presupune că Henric al VIII-lea dorea un fiu sănătos și s-ar fi putut gândi că, prezentându-se astfel, ar demonstra fertilitatea. Codepiece-urile erau uneori utilizate ca buzunare pentru a păstra obiecte mici.

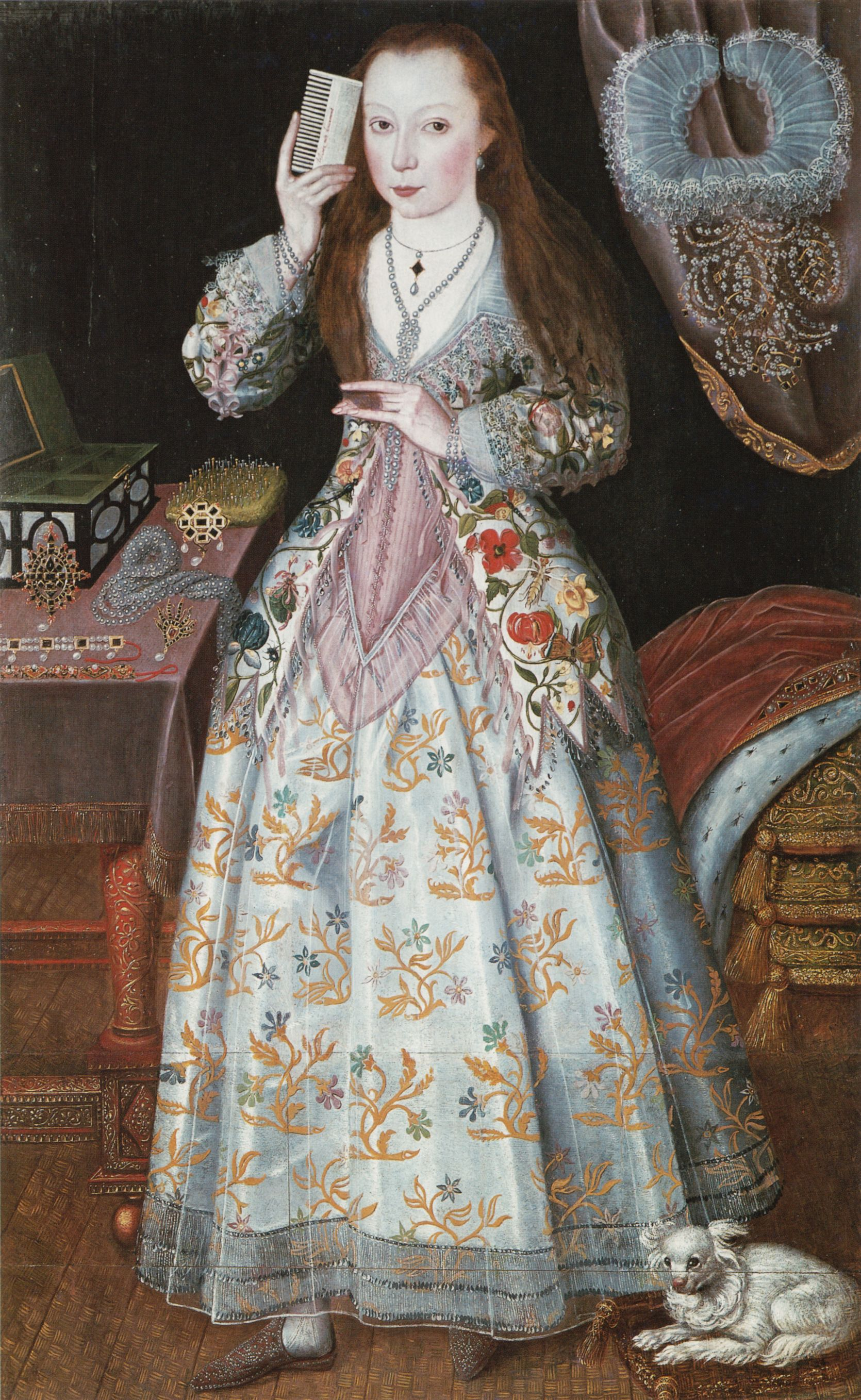
O doamnă în budoarul ei privat; purtând o jachetă brodată informală peste corsetul roz trandafiriu sau corsajul simplu și decorat, c. 1600

Pe partea superioară a corpului, atât bărbații, cât și femeile din Evul Mediu purtau de obicei o cămașă mulată, numită chemise⁠(d) în Franța sau smock în Anglia. Precursorul cămășii moderne, chemise-ul era băgat în braies-ul bărbatului, sub hainele exterioare. Femeile purtau chemise-uri sub rochii sau halate, uneori cu jupoane peste ele. Sub rochia cu decolteu, puteau fi prezentate jupoane matlasate elaborate, care serveau mai degrabă ca fuste decât ca lenjerie de corp. În secolul al XVI-lea, farthingale⁠(d)-ul era popular, fiind un jupon întărit cu tije de trestie sau de salcie, ce se extindea de la talie, formând o siluetă conică.
Corsetele au început să fie purtate în această perioadă. La început erau numite „perechi de corsaje”, referindu-se la un corsaj decorativ întărit purtat peste un alt corsaj, cu materiale precum anterie, stuf, trestie, os de balenă sau alte materiale. Aceste corsete nu erau cele cu talie mică, cunoscute din epoca victoriană, ci corsete cu linii drepte, care aplatizau bustul.
Braies-urile și hose-urile bărbaților au fost înlocuite treptat de pantaloni simpli din bumbac, mătase sau in, care erau adesea pantaloni până la genunchi, prevăzuți cu o clapă cu nasturi în față.
Oameni medievali purtând doar tunici, fără chiloți, pot fi observați în lucrări precum The Ass in the School de Pieter Bruegel cel Bătrân, în Très Riches Heures du duc de Berry de Frații Limbourg sau în Breviarul Grimani: The Month of February de Gerard Horenbout⁠(d).

Descoperirile din 2012 de la Castelul Lengberg din Austria au arătat că articole de îmbrăcăminte din dantelă și in, asemănătoare sutienului, dintre care unul semăna foarte mult cu sutienul modern, datează de sute de ani înainte de a se crede că acesta exista.

### Iluminismul și Epoca Industrială
Invenția mașinilor de filat și a mașinii de egrenat bumbac în a doua jumătate a secolului al XVIII-lea a făcut ca țesăturile din bumbac să devină disponibile pe scară largă. Aceasta a permis fabricilor să producă în masă lenjerie intimă, iar pentru prima dată, un număr mare de oameni au început să cumpere lenjerie intimă din magazine, în loc să o confecționeze acasă.
Stay-urile pentru femei din secolul al XVIII-lea erau legate la spate și trăgeau umerii în spate pentru a forma un piept înalt și rotund, precum și o postură dreaptă. Stay-urile colorate erau populare. Odată cu stilurile țărănești relaxate de la sfârșitul secolului, jupoanele au devenit mai scurte și erau adesea dezosate sau doar ușor întărite, fiind denumite acum corsete. Pe măsură ce talia strânsă a devenit la modă în anii 1820, corsetul a fost din nou dezosat și dantelat pentru a forma silueta dorită. Până în anii 1860, o talie mică („de viespe”) a început să fie considerată un simbol al frumuseții, iar corsetele au fost întărite cu os de balenă sau oțel pentru a realiza acest efect. Deși „legarea strânsă” a corsetelor nu era o practică obișnuită decât pentru o minoritate de femei, principalul scop al corsetului era de a crea o linie netedă pentru ca articolele de îmbrăcăminte să aibă forma la modă a zilei, folosind iluzia optică generată de corset și haine pentru a obține aspectul unei talii mai mici. Până în anii 1880, mișcarea de reformă vestimentară milita împotriva presupuselor dureri și deteriorări ale organelor interne cauzate de legarea strânsă. Inez Gaches-Sarraute a inventat „corsetul de sănătate”, cu o bustieră dreaptă concepută pentru a ajuta la susținerea mușchilor purtătoarei.
De obicei, corsetul era purtat peste o cămașă subțire din in, bumbac sau muselină. Stilurile de fuste au devenit mai scurte, iar pantalonii lungi, numiți pantalettes sau pantaloons, mențineau picioarele acoperite. Pantalette-urile au apărut în Franța la începutul secolului al XIX-lea și s-au răspândit rapid în Regatul Unit și în America. Acestea erau o formă de leggings sau pantaloni lungi, putând fi o singură piesă sau două articole separate, fiecare pentru un picior, fixate la talie cu nasturi sau șireturi, lăsând între picioare deschiderea din motive de igienă.

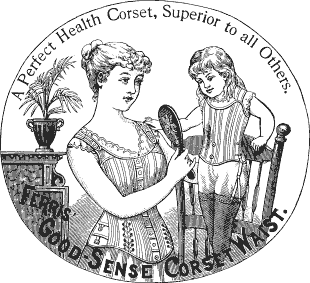
„Corsetele de sănătate” în 1883

Pe măsură ce fustele deveneau mai ample începând cu anii 1830, femeile purtau multe jupoane pentru a obține o formă de clopot la modă. Până în anii 1850, crinolinele întărite au permis purtarea unor fuste tot mai largi. Bustle-ul, un cadru sau un tampon purtat peste fese pentru a îmbunătăți forma, a fost folosit ocazional de femei timp de două secole, dar a atins apogeul popularității la sfârșitul anilor 1880, ieșind din modă în anii 1890. Femeile îmbrăcate în crinoline purtau adesea pantaloni sub ele pentru modestie și căldură.

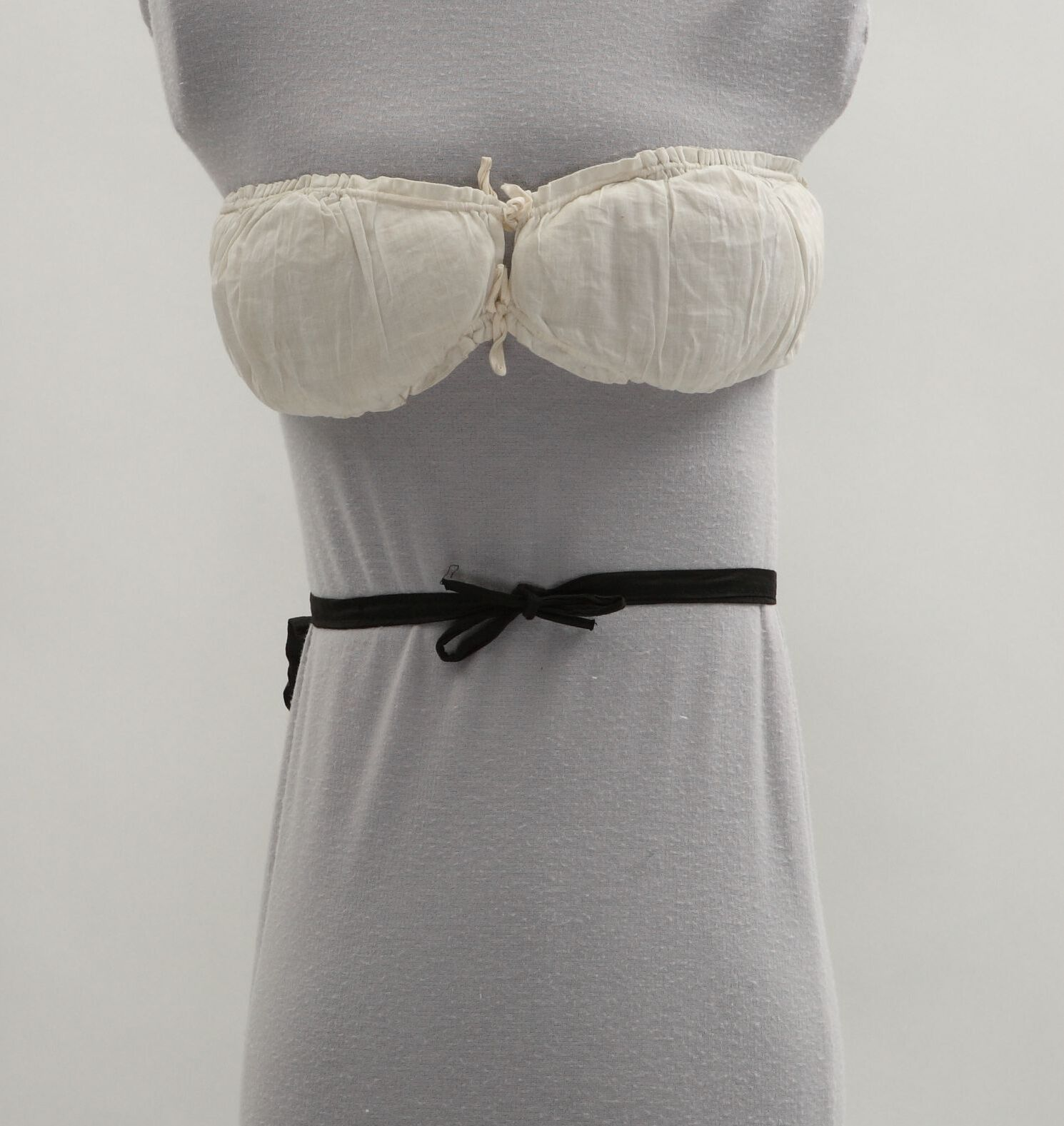

O altă lenjerie obișnuită la sfârșitul secolului al XIX-lea pentru bărbați, femei și copii a fost costumul union. Inventat în Utica, New York, și brevetat în 1868, acesta era un articol de îmbrăcăminte dintr-o singură piesă, cu nasturi în față, confecționat de obicei din material tricotat, cu mâneci ce se întindeau de la încheieturi și picioare până la glezne. Avea o clapetă cu nasturi (cunoscută sub denumirea colocvială de „trapă de acces”, „scaun coborâtor” sau „clapetă de pompier”) în spate pentru a facilita vizitele la toaletă. Costumul union a fost precursorul pantalonilor lungi (long johns), un articol de îmbrăcăminte din două piese, alcătuit dintr-o bluză cu mânecă lungă și pantaloni lungi, denumit probabil după boxerul american John L. Sullivan⁠(d), care purta un articol similar în ring.
Suspensorul a fost inventat în 1874 de C. F. Bennett de la o companie de articole sportive din Chicago, Sharp & Smith, pentru a oferi confort și suport celor care circulau pe străzile pietruite⁠(d) din Boston, Massachusetts pe bicicletă. În 1897, nou înființata Bike Web Company a lui Bennett a brevetat și a început să producă în masă suspensorul Bike Jockey Strap.

### Anii 1900 până în anii 1920

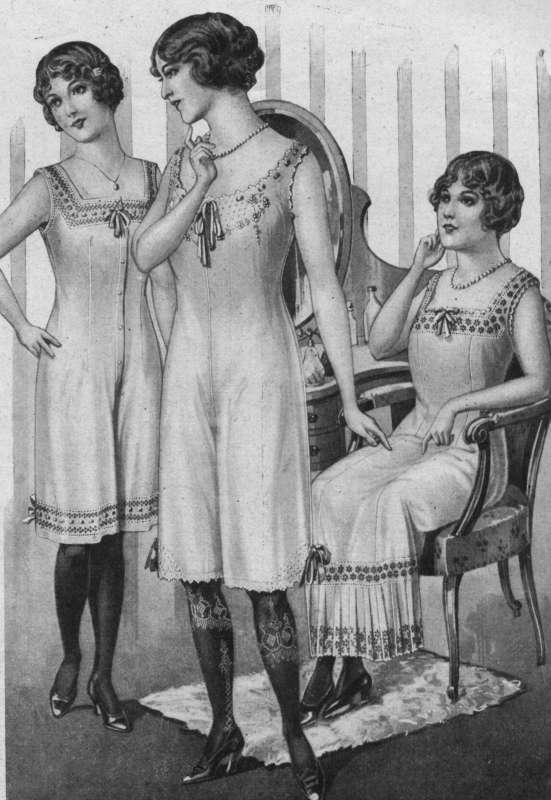
Reclama la lenjerie de damă, 1913

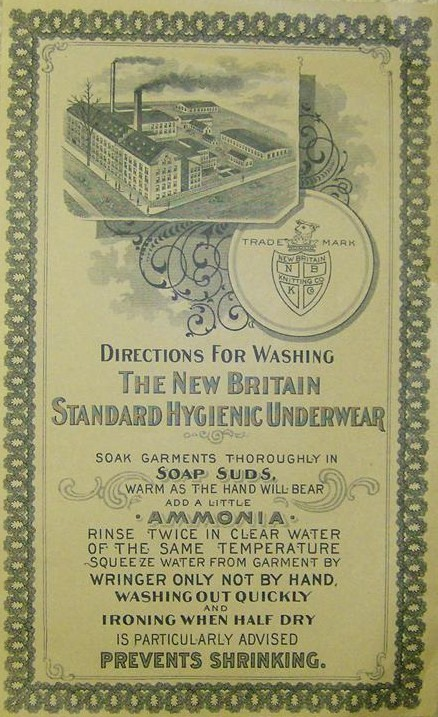
Cum să spălați manual lenjeria igienică standard din Regatul Unit, c. 1915

La începutul secolului al XX-lea, industria de lenjerie intimă era în plină expansiune, iar concurența a forțat producătorii să vină cu modele inovatoare și ingenioase pentru a rămâne competitivi. Compania Hanes⁠(d) a ieșit din acest boom și s-a impus rapid ca un producător de top de costume union, care au fost comune până în anii 1930. Tehnologia textilă a continuat să se îmbunătățească, iar timpul de fabricare a unui singur costum union a scăzut de la zile la minute.
Între timp, designerii de lenjerie intimă pentru femei au început să relaxeze corsetul. Inventarea unor materiale noi, flexibile, dar de susținere, a permis eliminarea oaselor de balenă și de oțel. Corsetul de emancipare, cunoscut și sub denumirea de „corset de libertate”, a oferit o alternativă mai confortabilă la corsetele constrictive, devenind un articol standard atât pentru fete, cât și pentru femei în Australia și Regatul Unit.
Lenjeria intimă pentru bărbați a continuat, de asemenea, să fie dezvoltată. Benjamin Joseph Clark, un imigrant din New Jersey stabilit în Louisiana, a deschis o firmă numită Bossier în Parohia Bossier. Un produs fabricat de compania sa a fost boxerii strâmți, care semănau cu lenjeria modernă. Deși compania a dat faliment la începutul secolului al XX-lea, a avut o influență asupra designului lenjeriei de corp pentru bărbați.
Publicitatea pentru lenjerie intimă a început să apară în anii 1910. Prima reclamă tipărită pentru lenjerie intimă din SUA a apărut în The Saturday Evening Post în 1911 și prezenta picturi în ulei realizate de J.C. Leyendecker⁠(d) cu „Kenosha Klosed Krotch”. Primele reclame la lenjerie intimă accentuau durabilitatea și confortul, iar moda nu era considerată un punct de vânzare.
Până la sfârșitul anilor 1910, Chalmers Knitting Company a împărțit costumul union în secțiuni superioare și inferioare, inventând astfel efectiv cămașa de corp și pantalonii moderni. Femeile purtau versiuni adaptate ale acestui duo de bază, cunoscute sub numele de camizolă și pantaloni tap.

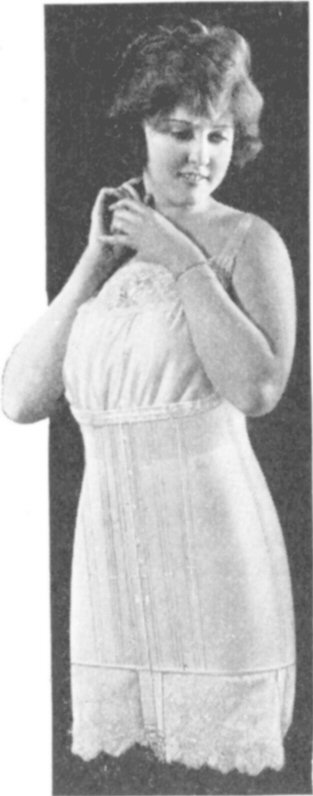
Un corset peste „step ins” și camizolă, 1922

În 1912, SUA a avut primul său designer profesionist de lenjerie intimă. Lindsay „Layneau” Boudreaux, o imigrantă franceză, a înființat compania de chiloți de scurtă durată Layneau. Deși compania s-a închis într-un an, aceasta a demonstrat că o femeie americană poate înființa și conduce o afacere, provocând astfel o revoluție în industria lenjeriei.
În 1913, Mary Phelps Jacob⁠(d), o mondenă din New York, a creat primul sutien modern prin legarea a două batiste cu panglică. Intenția inițială a lui Jacob a fost să acopere osul de balenă care ieșea din corsetul ei și care era vizibil prin rochia transparentă. Jacob a început să facă sutiene pentru familie și prieteni, iar vestea despre acest articol de îmbrăcăminte s-a răspândit rapid. În 1914, Jacob a obținut un brevet pentru modelul său și a început să îl comercializeze pe întreg teritoriul SUA. Deși femeile purtaseră articole de îmbrăcăminte asemănătoare sutienului în trecut, modelul lui Jacob a fost primul care a fost comercializat cu succes și adoptat pe scară largă.
Până la sfârșitul deceniului, pantalonii de tip „bloomers”, popularizați de Amelia Jenks Bloomer⁠(d), dar inventați de Elizabeth Smith Miller⁠(d), au câștigat popularitate în rândul așa-numitelor Gibson Girls, care se bucurau de activități precum ciclismul și tenisul. Acest nou atletism feminin a contribuit la eliminarea corsetului din modă. Un alt factor major în dispariția corsetului a fost criza metalului în timpul Primului Război Mondial, ceea ce a dus la abandonarea corsetului cu oțel în favoarea sutienului.
Între timp, soldații din Primul Război Mondial au primit pantaloni scurți cu nasturi în față ca lenjerie de corp. Nasturii se fixau pe o bucată separată de pânză, cunoscută sub numele de „jug”, cusută pe partea din față a îmbrăcămintei, iar strânsoarea se regla cu ajutorul legăturilor de pe părți. Acest model s-a dovedit atât de popular încât, până la sfârșitul războiului, a început să înlocuiască în popularitate costumul union. De asemenea, îmbrăcămintea din celofibră a devenit disponibilă pe scară largă în perioada postbelică.
În anii 1920, producătorii au mutat accentul de la durabilitate la confort. Reclamele pentru costumele union vorbeau despre noi modele patentate care reduceau numărul de nasturi și creșteau accesibilitatea. Cele mai multe dintre aceste modele experimentale se refereau la noi modalități de a ține închisă clapeta între picioare, obișnuită la majoritatea costumelor și pantalonilor uniți. O nouă țesătură de bumbac, cunoscută sub numele de nainsook, a câștigat popularitate în anii 1920 datorită durabilității sale. Comercianții cu amănuntul au început, de asemenea, să vândă lenjerie prespălată.
În anii 1920, pe măsură ce tivurile rochiilor pentru femei au crescut, femeile au început să poarte ciorapi pentru a acoperi picioarele expuse. Pantalonii femeilor au devenit mai scurți, iar pantalonii scurți au fost mai largi și mai puțin susținători, reflectând stilul băiețesc al femeilor flapper. Până la sfârșitul deceniului, aceștia au ajuns să fie cunoscuți sub numele de „step-ins”, foarte asemănătoare chiloților moderni, dar cu picioare mai late. Acestea erau purtate pentru flexibilitatea pe care o ofereau.
Jartierele au fost inventate pentru a împiedica căderea ciorapilor.
În 1928, Maidenform⁠(d), o companie condusă de Ida Rosenthal⁠(d), o imigrantă evreică din Rusia, a dezvoltat sutienul și a introdus dimensiunile moderne ale cupelor pentru sutiene.

### Anii 1930 și 1940
Chiloții moderni pentru bărbați au fost în mare parte o invenție a anilor 1930. La 19 ianuarie 1935, Coopers Inc.⁠(d) a vândut primii chiloți din lume în Chicago. Concepuți de un „inginer vestimentar” pe nume Arthur Kneibler, chiloții erau lipsiți de secțiunile pentru picioare și aveau o clapetă suprapusă în formă de Y. Compania a poreclit modelul „Jockey”, deoarece oferea un grad de susținere care fusese disponibil anterior doar prin suspensor. Chiloții Jockey s-au dovedit atât de populari încât peste 30.000 de perechi au fost vândute în trei luni de la introducerea lor. Coopers, care și-a redenumit compania în Jockey decenii mai târziu, a trimis avionul său „Mascul-line” pentru a face livrări speciale de chiloți cu „suport masculin” către comercianții cu amănuntul din SUA. În 1938, când chiloții Jockey au fost introduși în Regatul Unit, s-au vândut în proporție de 3.000 pe săptămână.
În acest deceniu, companiile au început, de asemenea, să vândă pantaloni scurți fără nasturi, prevăzuți cu o talie elastică. Aceștia au fost primii pantaloni scurți boxer, numiți astfel pentru asemănarea lor cu pantalonii scurți purtați de luptătorii profesioniști. Scovil Manufacturing a introdus în această perioadă clapa de fixare, care a devenit un accesoriu popular pentru diferite tipuri de lenjerie intimă.
Femeile din anii 1930 au reintegrat corsetul, care era acum denumit „brâu”. Această îmbrăcăminte era lipsită de osul de balenă și de suporturile metalice și era, de obicei, prevăzută cu un sutien și jartiere atașate.
În timpul celui de-Al Doilea Război Mondial, centurile elastice și fermoarele metalice au cedat din nou locul închizătoarelor cu nasturi din cauza lipsei de cauciuc și metal. De asemenea, lenjeria intimă era mai greu de găsit, deoarece soldații din străinătate aveau prioritate la obținerea acesteia. Până la sfârșitul războiului, Jockey și Hanes au rămas liderii industriei în SUA, iar Cluett, Peabody and Company și-a făcut un nume când a introdus un proces de pre-micșorare numit „Sanforization”, inventat de Sanford Cluett în 1933, care a ajuns să fie licențiat de majoritatea marilor producători.
Între timp, unele femei au adoptat din nou corsetul, care era acum numit „waspie” datorită formei de talie de viespe pe care o oferea. Multe femei au început să poarte și sutienul fără bretele, care a câștigat popularitate pentru capacitatea sa de a împinge sânii în sus și de a spori decolteul.

### Anii 1950 și 1960
Înainte de anii 1950, lenjeria intimă era o piesă de îmbrăcăminte simplă, funcțională și albă, care nu trebuia să fie arătată în public. În anii 1950, lenjeria intimă a început să fie promovată ca un articol de modă de sine stătător și a început să fie fabricată în imprimeuri și culori. Producătorii au experimentat, de asemenea, cu raionul și cu țesături mai noi, precum Dacron⁠(d), nailon și Spandex. Până în 1960, lenjeria intimă pentru bărbați era imprimată în mod regulat cu modele puternice sau cu mesaje și imagini, precum personaje din desene animate. În anii 1960, marile magazine au început să ofere chiloți bărbătești cu șezut dublu, o caracteristică opțională care dubla uzura și adăuga un confort sporit.
Lenjeria intimă a femeilor a început să pună în evidență sânii în loc de talie. Deceniul a văzut introducerea sutienului bullet, cu bust ascuțit, inspirat de „New Look”-ul lui Christian Dior, care avea cupe ascuțite. Sutienul original Wonderbra⁠(d) și sutienul push-up de la Frederick's of Hollywood au atins o mare popularitate. Chiloțeii pentru femei au devenit mai colorați și mai decorativi, iar până la mijlocul anilor 1960, erau disponibili în două stiluri prescurtate numite hip-hugger și bikini, adesea din țesătură de nailon transparent.
Colanții, numiți și „tights” în engleza britanică, care combină chiloții și ciorapii într-un singur articol de îmbrăcăminte, și-au făcut prima apariție în 1959, inventați de Glen Raven Mills⁠(d) din Carolina de Nord. Compania a introdus ulterior colanții fără cusături în 1965, stimulată de popularitatea minijupelor. Până la sfârșitul deceniului, brâul a căzut în dizgrație, femeile alegând alternative mai sexy, mai ușoare și mai confortabile.
Odată cu apariția mișcării feministe în Statele Unite, vânzările de colanți au scăzut în ultima jumătate a anilor 1960, după ce inițial au crescut semnificativ.

### 1970 până în prezent
Moda lenjeriei de corp a atins apogeul în anii 1970 și 1980, iar publicitarii au început să se concentreze mai puțin pe confort, sănătate, durabilitate și practicabilitate generală. Atracția sexuală a devenit principalul argument de vânzare, inclusiv pentru costumele de baie, continuând o tendință care se contura încă din era flapper. Designeri precum Calvin Klein au început să prezinte modele masculine aproape goale în reclamele lor pentru slipuri. Creșterea puterii economice a comunității gay a contribuit la promovarea unei diversități a opțiunilor de lenjerie intimă.
În cartea sa The Philosophy of Andy Warhol (1975), Andy Warhol a scris:
„I-am spus lui B că am nevoie și de șosete și de cel puțin 30 de perechi de pantaloni scurți Jockey. Mi-a sugerat să trec la chiloți în stil italian, cei între picioare în formă de T, care tind să te întărească. I-am spus că i-am încercat o dată, la Roma, în ziua în care mă plimbam printr-un film cu Liz Taylor - și nu mi-au plăcut pentru că mă făceau prea conștient de mine. Mi-au dat sentimentul pe care trebuie să îl aibă fetele când poartă sutiene de ridicare.”
Lui Warhol i-au plăcut atât de mult chiloții Jockey încât a folosit o pereche ca pânză pentru unul dintre tablourile sale cu semnul dolarului.
În Regatul Unit, în anii 1970, blugii strâmți au dat chiloților un avantaj continuu față de boxeri în rândul tinerilor, dar un deceniu mai târziu, boxerii au primit un impuls prin performanța lui Nick Kamen⁠(d) în reclama TV Levi's „Laundrette” pentru blugii săi 501, în timpul căreia s-a dezbrăcat până la o pereche de boxeri albi într-o spălătorie publică. Cu toate acestea, chiloții au rămas populari în America în rândul tinerilor din anii 1950 până la mijlocul anilor 1990.
Maioul, un tricou de corp numit după un tip de costum de baie datând din anii 1920, cunoscut sub numele de maillot⁠(d), a devenit o îmbrăcăminte de exterior casual populară pentru vreme caldă în SUA în anii 1980. Artiști precum Madonna și Cyndi Lauper au fost adesea văzute purtându-și lenjeria intimă peste alte haine.
Deși purtat de zeci de ani de dansatoarele exotice, în anii 1980, G string-ul⁠(d) a câștigat popularitate în America de Sud, în special în Brazilia. Inițial un stil de costum de baie, partea din spate a articolului de îmbrăcăminte este atât de îngustă încât dispare între fese. Până în anii 1990, modelul a ajuns în cea mai mare parte a lumii occidentale, iar lenjeria tanga a devenit populară. Astăzi, tanga este unul dintre cele mai bine vândute stiluri de lenjerie intimă în rândul femeilor și este purtată și de bărbați.
În anii 1990 au fost introduși boxerii slip, care au forma mai lungă a chiloților boxer, dar mențin strânsoarea chiloților. Vedetele hip-hop au popularizat „sagging”, în care pantalonii sau pantalonii scurți lejeri erau lăsați să coboare sub talie, expunând talia sau o porțiune mai mare a chiloților purtați pe dedesubt; de obicei, boxeri sau boxerii slip.

## Tendințe

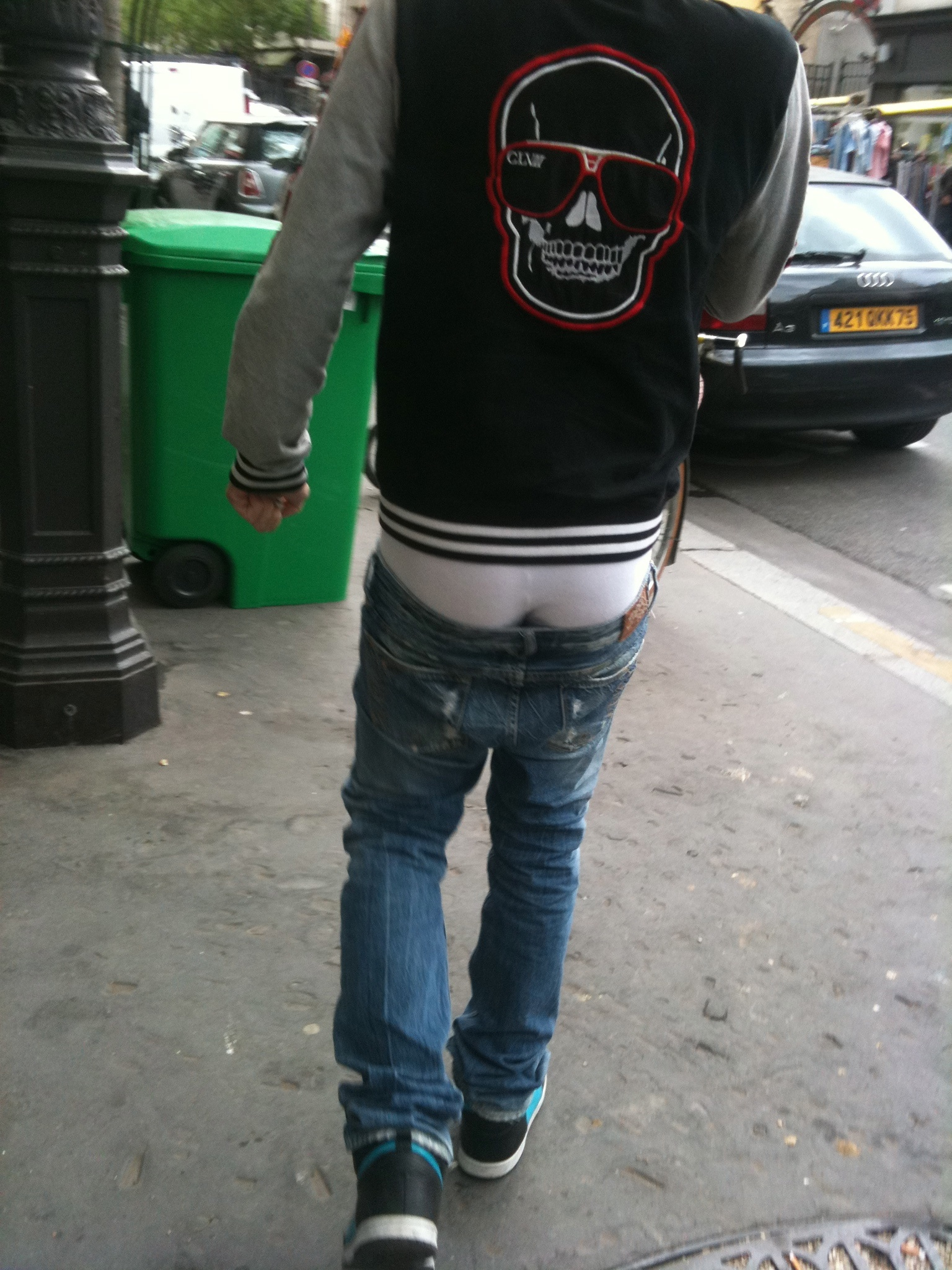
Pantaloni căzuți, care dezvăluie lenjeria intimă a purtătorului

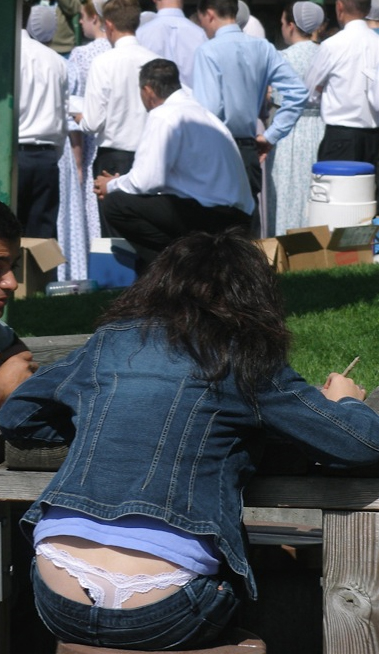
O femeie își dezvăluie chiloții tanga deasupra pantalonilor, afișând o coadă de balenă

Unii oameni aleg să nu poarte chiloți, o practică denumită uneori go commando, pentru confort, pentru a permite hainelor exterioare (în special celor care sunt mulate) să aibă un aspect mai flatant, pentru a evita crearea unei linii a chiloților, pentru că li se pare excitant din punct de vedere sexual, pentru a crește ventilația și a reduce umezeala sau pentru că nu văd nicio nevoie de ei. Anumite tipuri de haine, cum ar fi pantalonii scurți de ciclism și kilt-urile (a se vedea True Scotsman), sunt concepute pentru a fi purtate sau sunt purtate în mod tradițional fără chiloți. Acest lucru este valabil și pentru majoritatea hainelor purtate ca îmbrăcăminte de noapte și ca costume de baie. Anumiți analiști au sugerat că persoanele cu un libido mai mare decât media normală să își schimbe chiloții mai frecvent din cauza problemelor legate de igienă ale subproduselor precum fluidul cowper și lubrifierea vaginală.
Lenjeria intimă este uneori parțial expusă din motive de modă sau pentru a stârni interesul. O femeie poate, de exemplu, să lase să se vadă partea de sus a sutienului de sub guler sau să poarte o bluză transparentă peste el. Unii bărbați poartă tricouri sub cămăși parțial sau complet descheiate. Un stil comun în rândul bărbaților tineri (în 2018) este de a lăsa pantalonii să cadă sub talie, dezvăluind astfel talia sau o porțiune mai mare din chiloți. Acest lucru este denumit în mod obișnuit (în America de Nord) „stil hang-low”. Se spune că o femeie care poartă pantaloni cu talie joasă, expunând porțiunea superioară din spate a chiloților tanga, prezintă o „coadă de balenă”.

### Lenjerie folosită
Vânzarea de lenjerie intimă feminină folosită în scopuri sexuale a început în Japonia, în magazine numite burusera⁠(d), și a fost vândută chiar și în automate. În secolul XXI, când internetul a făcut posibilă vânzarea anonimă prin corespondență, unele femei din SUA și Regatul Unit, ca răspuns la cererea bărbaților, au început să își vândă chiloții murdari și, uneori, alte articole de lenjerie intimă. Unii bărbați consideră mirosul secrețiilor corporale ale unei femei excitant din punct de vedere sexual și folosesc chiloții murdari ca ajutor pentru masturbare. Vânzarea de chiloți murdari, uneori purtați timp de mai multe zile și personalizați cu pete solicitate, reprezintă o nișă importantă în domeniul prostituției. O piață mult mai mică vinde lenjerie intimă masculină folosită bărbaților homosexuali.
Lenjeria intimă a celebrităților este uneori vândută. O pereche încadrată de lenjerie intimă murdară a lui Elvis Presley a fost vândută pentru 8.000 de dolari în 2012. Lenjeria intimă a lui Marilyn Monroe, a reginei Elisabeta și fostul împărat austriac Franz Joseph a fost vândută la licitație. Celebritățile Jarvis Cocker⁠(d), Alison Goldfrapp, Nick Cave, Sacha Baron Cohen, Ricky Gervais, Jah Wobble, Fergie și Helen Mirren au donat lenjerie intimă pentru a fi vândută în scopuri caritabile.

## Tipuri și stiluri
Tipurile și stilurile contemporane comune de lenjerie de corp sunt enumerate în tabelul de mai jos.
| Tip                          | Alte denumiri                                                                        | Note | Varietăți |
| ---------------------------- | ------------------------------------------------------------------------------------ | --- | --- |
| Purtat de ambele sexe        |                                                                                      | | |
| Întregul corp                |                                                                                      | | |
| Lenjerie de corp lungă       | long johns                                                                           | Îmbrăcăminte de corp din două piese purtată pe vreme rece, compusă dintr-o cămașă cu mâneci până la încheieturi și pantaloni de la picioare până la glezne. | - lenjerie termică |
| Partea superioară a corpului |                                                                                      | | |
| Tricou                       |                                                                                      | Îmbrăcăminte care acoperă trunchiul unei persoane, de obicei fără nasturi, buzunare sau guler și care poate avea mâneci scurte sau lungi. Se poartă trăgând-o peste cap. Este adesea purtat ca îmbrăcăminte exterioară, în special în situații informale. | - Tricou cu decolteu rotund - Tricou cu decolteu în V |
| Cămașă fără mâneci           |                                                                                      | Un articol de îmbrăcăminte fără mâneci similar cu un tricou. De asemenea, uneori purtat ca un articol de îmbrăcăminte exterior informal. | - A-shirt (guinea tee, muscle shirt, singlet; UK: vest) – mulat, cu găuri mari la nivelul brațelor și un decolteu care poate ajunge până la mijlocul pieptului. - camizolă: un tricou fără mâneci pentru femei |
| Partea inferioară a corpului |                                                                                      | | |
| Bikini                       |                                                                                      | De obicei, se poartă cu talia mai mică decât talia reală a purtătorului, adesea la nivelul șoldurilor, iar benzile de la picioare se termină la zona inghinală. În mod normal, chiloții bikini pentru bărbați nu au șliț. | - Chiloți bikini cu laturi înalte - Chiloți bikini cu laturi joase - bikini cu șnur – constă din două piese triunghiulare conectate la zona inghinală, dar nu și pe laterale, cu un „șnur” subțire în jurul taliei care leagă piesele.                                                                                |
| Tanga⁠(d)                     | G string                                                                             | Un tip de tanga care constă dintr-o bucată îngustă de material care acoperă sau ține organele genitale, trece între fese și este atașată de un șnur în jurul șoldurilor. | |
| C-String                     | C string                                                                             | Un tip de tanga care este la fel de îngust ca un G-string, dar fără „șnurul” de susținere în jurul șoldurilor/pantalonului purtătoarei, lăsând doar o bucată laterală în formă de C între picioare. | |
| Tanga (1)                    |                                                                                      | Un tip de tanga care este mai lat decât un G-string și destul de lat în față, mai mult ca V-ul lat al unui slip tradițional. Ținuta tinde să fie mai confortabilă decât cea a unui tanga simplu sau a unui G-string și este adesea mai împodobită. | |
| Tanga (2)                    |                                                                                      | Are o fâșie îngustă de material de-a lungul centrului părții din spate a îmbrăcămintei, care se află între fesele purtătorului și leagă partea din față sau săculețul de centura din spatele purtătorului. Chiloții tanga sunt uneori purtați pentru a reduce „liniile chiloților” atunci când se poartă pantaloni strâmți. | |
| T-front⁠(d)                   |                                                                                      | Are o bucată îngustă de pânză care trece între fese și labii și se lărgește doar deasupra clitorisului. Nu oferă acoperire, menținând în același timp funcțiile igienice de bază ale lenjeriei. | |
| Purtate de femei             |                                                                                      | | |
| Partea superioară a corpului |                                                                                      | | |
| Sutien                       |                                                                                      | De obicei, constă din două cupe pentru sâni, un panou central (gore), o bandă care înconjoară trunchiul sub bust și o bandă de umăr pentru fiecare parte. | - Sutien balconette - Sutien Demi - Sutien cu căptușeală - Sutien cu push-up - Sutien sport - Sutien fără bretele - Sutien tricou - Sutien Wonderbra⁠(d) - Bralette⁠(d) |
| Partea inferioară a corpului |                                                                                      | | |
| Pantaloni scurți bărbătești  |                                                                                      | Un tip de chiloți cu părțile laterale care se extind mai jos de șolduri, asemănători chiloților pentru bărbați. | |
| Pantaloni tap                | pantaloni scurți cu tăietură laterală, pantaloni scurți de dans, chiloți franțuzești | O formă de lenjerie care acoperă zona pelviană și partea superioară a picioarelor. | |
| Chiloți de damă              |                                                                                      | Acestea au de obicei o talie elastică, o croială pentru a acoperi zona genitală, care este de obicei căptușită cu material absorbant, cum ar fi bumbacul, și o pereche de deschideri pentru picioare, care sunt adesea elastice. Acestea sunt fie foarte scurte, fie nu au secțiuni pentru picioare. | - Chiloți de control - de obicei confecționați din material extensibil, cum ar fi Spandex și care se extind deasupra taliei, aceștia sunt concepuți pentru a oferi suport și a crea un aspect mai subțire. - Chiloți cu croială înaltă (croială franceză). - Hipster - purtați mai jos, cu talia în jurul șoldurilor. |
| Purtate de bărbați           |                                                                                      | | |
| Partea inferioară a corpului |                                                                                      | | |
| Boxer slip                   | boxeri scurți                                                                        | Aceștia sunt asemănători ca stil cu boxerii, dar se potrivesc ca slipurile. | - Boxeri slip în stil atletic - asemănători cu pantalonii scurți de bicicletă, aceștia sunt strâmți și de obicei nu au fermoar. - Chiloți boxeri cu săculeț - aceștia au un săculeț pentru organele genitale în locul unui șilț.                                                                                      |
| Slipuri                      |                                                                                      | Aceștia sunt asemănători în stil cu chiloții boxer, dar mai scurți. | - Pantaloni cu săculeț - aceștia au un săculeț pentru organele genitale |
| Slip Midway                  |                                                                                      | Aceștia sunt asemănători în stil cu chiloții boxer, fiind în același timp mai lungi la nivelul picioarelor, până aproape sau până la genunchi. | - Chiloți intermediari Gym - strâmți la piele și de obicei fără fermoar - Chiloți intermediari cu săculeț - aceștia au un săculeț pentru organele genitale |
| Boxeri                       |                                                                                      | Acestea au o talie elastică care se află la sau aproape de talia purtătorului, în timp ce părțile picioarelor sunt destul de largi și se extind până la jumătatea coapsei. De obicei există un fermoar, cu sau fără nasturi. Talia boxerilor este de obicei mai largă decât cea a oricărui alt tip de chiloți. Boxerii cu modele colorate, imagini cu personaje din desene animate, logo-uri ale echipelor sportive și sloganuri sunt ușor disponibile. | - Boxeri tricotați - Boxeri țesuți |
| Slipuri                      |                                                                                      | Acestea au o talie elastică la nivelul sau în apropierea taliei purtătorului și benzi pentru picioare care se termină la nivelul sau în apropierea zonei inghinale. | - Slipuri tradiționale - aceștia au un fermoar în formă de Y inversat. - Slipuri cu clapă diagonală. - Slipuri cu înălțime medie - Slipuri decupate sau cu talie joasă - Slipuri cu săculeț. |
| Suspensor                    |                                                                                      | Se compune dintr-o centură elastică cu un săculeț de susținere pentru organele genitale și două benzi elastice fixate la baza pungii și pe părțile laterale stânga și dreapta ale centurii la nivelul șoldului. În unele variante, săculețul poate fi prevăzut cu un buzunar pentru a conține o cupă rezistentă la impact pentru a proteja organele genitale de leziuni. Un jockstrap este diferit de centura de dans pe care o poartă un dansator.     | - Săculeț fără bretele - constă dintr-o pungă de sprijin pentru organele genitale și o centură, fără bretele de fixare. |
| Îmbrăcăminte religioasă      |                                                                                      | | |
| Întregul corp                |                                                                                      | | |
| Veșminte de templu           |                                                                                      | Acest tip de lenjerie este purtat de mormoni. | |
| Partea superioară a corpului |                                                                                      | | |
| Tallit katan                 |                                                                                      | | |
| Partea inferioară a corpului |                                                                                      | | |
| Kacchera⁠(d)                  |                                                                                      | | |

## Industrie

### Piață
În ianuarie 2008 s-a raportat că, potrivit firmei de cercetare de piață Mintel⁠(d), piața lenjeriei pentru bărbați din Regatul Unit valora 674 de milioane de lire sterline, iar volumul vânzărilor de chiloți pentru bărbați a crescut cu 24% între 2000 și 2005. Producătorii și comercianții cu amănuntul britanici susțin că majoritatea bărbaților britanici preferă chiloții „trunks”, care sunt o variantă de chiloți boxeri scurți. Directorul departamentului de îmbrăcăminte pentru bărbați al retailer-ului britanic Marks & Spencer (M&S), care vinde 40 de milioane de perechi de chiloți pentru bărbați pe an, a fost citat afirmând că, deși boxerii rămân cei mai populari la M&S, cererea a scăzut în favoarea chiloților hipster, care au un design similar cu chiloții de baie purtați de actorul Daniel Craig în filmul James Bond, Casino Royale (2006).
În 1985, Fruit of the Loom⁠(d), Hanes⁠(d) și Jockey International⁠(d) dețineau cele mai mari cote din piața americană de lenjerie intimă pentru bărbați; aceste companii aveau aproximativ 35%, 15% și, respectiv, 10% din piață.
Gregory Woods, autorul cărții We're Here, We're Queer and We're not Going Catalogue Shopping (Suntem aici, suntem homosexuali și nu mergem la cumpărături prin catalog), a declarat că, adesea, companiile nu comercializează lenjerie intimă pentru bărbați bărbaților heterosexuali, presupunând că aceștia nu sunt interesați să cumpere lenjerie intimă pentru ei înșiși; prin urmare, multe astfel de reclame sunt adresate femeilor pentru a le convinge să cumpere lenjerie intimă pentru partenerii lor, precum și bărbaților homosexuali sau bisexuali. În 1985, președintele Jockey International, Howard Cooley, a declarat că femeile fac adesea mai multe cumpărături decât bărbații și că bărbații le solicită adesea femeilor să cumpere lenjerie intimă pentru ei. Conform mai multor studii efectuate în jurul anului 1985, între 60% și 80% din lenjeria intimă pentru bărbați scoasă la vânzare a fost cumpărată de femei.

### Designeri și comercianți cu amănuntul
O serie de branduri importante sunt renumite pentru colecțiile lor de lenjerie intimă, inclusiv Calvin Klein, Dolce & Gabbana și La Perla. De asemenea, apar constant mărci specializate în lenjerie intimă, precum Andrew Christian⁠(d), 2(x)ist⁠(d), Leonisa⁠(d) și Papi.
Printre comercianții cu amănuntul specializați în lenjerie intimă se numără magazinele de stradă La Senza⁠(d) (Canada), Agent Provocateur (Regatul Unit), Victoria's Secret (SUA) și GapBody, divizia de lenjerie intimă a Gap înființată în 1998 (SUA). În 2000, retailerul online Freshpair⁠(d) a fost înființat în New York, iar în 2008 Abercrombie & Fitch a deschis un nou lanț de magazine, Gilly Hicks⁠(d), pentru a concura cu alți retaileri de lenjerie intimă.

Skateathon Stockholm 2014 a fost sponsorizat de Björn Borg, iar campania publicitară a încurajat participanții care făceau skateboarding sau longboarding⁠(d) să poarte lenjerie intimă. Deși a fost criticată de unii skateboarderi, unii oameni au ajuns să se îmbrace în lenjerie intimă.

## Lipsa lenjeriei de corp pe partea inferioară a trunchiului
Faptul de a nu purta lenjerie intimă a ajuns să fie cunoscut prin termenii de argou going commando, precum și uneori free-balling sau free-buffing (referindu-se la scrot și respectiv vulvă).
Originile expresiei go commando sunt incerte, unii speculând că s-ar putea referi la a fi „în aer liber” sau „gata de acțiune”. Utilizarea modernă a termenului poate fi urmărită în Statele Unite până la studenții universitari în jurul anului 1974, unde a fost probabil asociată cu soldații din Războiul din Vietnam, despre care se spunea că nu purtau lenjerie intimă pentru „a crește ventilația și a reduce umiditatea”. Expresia a fost utilizată în Regatul Unit înainte de această dată, referindu-se în principal la femei, de la sfârșitul anilor 1960. Se sugerează că legătura cu Regatul Unit și cu femeile are legătură cu un eufemism din Al Doilea Război Mondial pentru prostituatele care lucrau în West End-ul Londrei, care erau denumite „Piccadilly Commandos”. Termenul a fost repopularizat după ce a apărut într-un episod din 1996 al serialului Friends, în care Joey Tribbiani poartă tot ce deține Chandler Bing într-un act de răzbunare, devenind totodată „commando”.
Într-un sondaj de opinie cu acces liber pe internet din 2014, 60 Minutes și Vanity Fair au adresat vizitatorilor site-urilor lor întrebarea „Cât de des faceți «go commando»?” Un sfert dintre participanți au spus că fac acest lucru cel puțin ocazional, în timp ce 39% au spus că nu fac niciodată acest lucru, iar 35% au declarat că nu cunosc semnificația termenului.